# Cragganmore
Cragganmore est une distillerie de whisky située dans le village de Ballindaloch dans le Banffshire en Écosse.
Fondée en 1869 par John Smith, elle a été choisie par le groupe Diageo pour représenter le Speyside dans la série des Classic Malts of Scotland en 1988.
Le site originel de la distillerie a été choisi à cause de la proximité de la source de la Craggan d’une part et de la voie ferrée d’autre part. Au moment de la fondation, Smith était déjà un distillateur expérimenté. Il avait été auparavant le manager des distilleries de Macallan, Glenlivet, Glenfarclas et Wishaw.
Cragganmore possède des alambics particuliers: deux wash stills et deux spirit stills de formes très plates et dont les cols de cygne sont coudés en forme de T. Elle utilise l’eau de la Craggan qui est très minérale. 
La distillerie commercialise en nom propre plusieurs singles malt (voir ci-dessous).

## Embouteillage officiel
- Cragganmore 12 ans Classic Malt 40 %.
- Cragganmore 14 ans Distiller’s Edition 40 %. Il est issu d’une double maturation dans des fûts de bourbon et dePorto
- Cragganmore 1993 17 ans, cask strenght, 55,5 %. Édition limitée à 5970 bouteilles.
- Cragganmore 1993 10 ans, cask strenght, 60,1 %. Édition limitée à 15000 bouteilles.
- Cragganmore 29 ans 1973 52,5 %.

## Embouteilleur indépendant
Signatory Vintage :
- Cragganmore 1992 The Un-Chillfiltered Collection 46 %

- Cragganmore 1985 Cask Strength collection 54,9 %

Murray Mc David
- Cragganmore 13 ans 1993, vieilli en fûts de bourbon.